# Jeff Hamilton (hockey sur glace, 1977)
Pour les articles homonymes, voir Jeff Hamilton.
Jeffrey Hamilton (né le 4 septembre 1977 à Englewood dans l'État de l'Ohio aux États-Unis) est un joueur américain de hockey sur glace. Il évolue au poste d'attaquant.

## Biographie

### Carrière en club
Il débute en 1996 avec les Bulldogs de Yale dans le championnat NCAA. Il passe professionnel en 2001 avec le Kärpät Oulu dans la SM-liiga. Le 2 décembre 2003, il joue son premier match dans la Ligue nationale de hockey avec les Islanders de New York face aux Capitals de Washington.  Il a porté les couleurs des Blackhawks de Chicago, Hurricanes de la Caroline et des Maple Leafs de Toronto dans cette ligue. Il a brièvement joué en Russie et passé une saison en Suisse. Il remporte le Kanada-malja avec le HIFK en 2011 même s'il ne joue pas durant les séries éliminatoires. Il met un terme à sa carrière à l'issue de cette saison.

### Carrière internationale
Il représente les États-Unis au niveau international.

## Trophées et honneurs personnels

### Hockey East
- 1996-1997 : nommé dans l'équipe des recrues.
- 1997-1998 : nommé dans la première équipe d'étoiles.
- 1998-1999 : nommé dans la première équipe d'étoiles.
- 2000-2001 : nommé dans la première équipe d'étoiles.

### Ligue américaine de hockey
- 2004 : remporte le trophée Willie-Marshall.

## Statistiques

### En club
| Saison     | Équipe                     | Ligue      |     | Saison régulière | Saison régulière | Saison régulière | Saison régulière | Saison régulière |   | Séries éliminatoires | Séries éliminatoires | Séries éliminatoires | Séries éliminatoires | Séries éliminatoires |
| Saison     | Équipe                     | Ligue      | PJ  | B                | A                | Pts              | Pun              | PJ               | B | A                    | Pts                  | Pun                  |                      |                      |
| 1995-1996  | Old Farms d'Avon           | High-CT    | 24  | 29               | 23               | 52               |                  |                  |   |                      |                      |                      |                      |                      |
| 1996-1997  | Bulldogs de Yale           | ECAC       | 31  | 10               | 13               | 23               | 26               |                  |   |                      |                      |                      |                      |                      |
| 1997-1998  | Bulldogs de Yale           | ECAC       | 33  | 27               | 20               | 47               | 28               |                  |   |                      |                      |                      |                      |                      |
| 1998-1999  | Bulldogs de Yale           | ECAC       | 30  | 20               | 28               | 48               | 51               |                  |   |                      |                      |                      |                      |                      |
| 1999-2000  | Bulldogs de Yale           | ECAC       | 2   | 0                | 1                | 1                | 0                |                  |   |                      |                      |                      |                      |                      |
| 2000-2001  | Bulldogs de Yale           | ECAC       | 31  | 23               | 32               | 55               | 39               |                  |   |                      |                      |                      |                      |                      |
| 2001-2002  | Kärpät Oulu                | SM-liiga   | 39  | 18               | 15               | 33               | 16               | 3                | 0 | 0                    | 0                    | 0                    |                      |                      |
| 2002-2003  | Sound Tigers de Bridgeport | LAH        | 67  | 22               | 16               | 38               | 35               | 9                | 3 | 3                    | 6                    | 0                    |                      |                      |
| 2003-2004  | Islanders de New York      | LNH        | 1   | 0                | 0                | 0                | 0                |                  |   |                      |                      |                      |                      |                      |
| 2003-2004  | Sound Tigers de Bridgeport | LAH        | 67  | 43               | 25               | 68               | 26               | 7                | 4 | 0                    | 4                    | 4                    |                      |                      |
| 2004-2005  | Wolf Pack de Hartford      | LAH        | 60  | 23               | 30               | 53               | 32               | 6                | 4 | 3                    | 7                    | 0                    |                      |                      |
| 2005-2006  | Ak Bars Kazan              | Superliga  | 8   | 0                | 1                | 1                | 16               |                  |   |                      |                      |                      |                      |                      |
| 2005-2006  | Islanders de New York      | LNH        | 13  | 2                | 6                | 8                | 8                |                  |   |                      |                      |                      |                      |                      |
| 2005-2006  | Sound Tigers de Bridgeport | LAH        | 39  | 24               | 26               | 50               | 28               |                  |   |                      |                      |                      |                      |                      |
| 2006-2007  | Blackhawks de Chicago      | LNH        | 70  | 18               | 21               | 39               | 22               |                  |   |                      |                      |                      |                      |                      |
| 2007-2008  | Hurricanes de la Caroline  | LNH        | 58  | 9                | 15               | 24               | 10               |                  |   |                      |                      |                      |                      |                      |
| 2007-2008  | River Rats d'Albany        | LAH        | 9   | 3                | 6                | 9                | 6                |                  |   |                      |                      |                      |                      |                      |
| 2008-2009  | Wolves de Chicago          | LAH        | 50  | 16               | 37               | 53               | 18               |                  |   |                      |                      |                      |                      |                      |
| 2008-2009  | Maple Leafs de Toronto     | LNH        | 15  | 3                | 3                | 6                | 4                |                  |   |                      |                      |                      |                      |                      |
| 2009-2010  | HC Lugano                  | LNA        | 46  | 22               | 24               | 46               | 28               | 4                | 0 | 0                    | 0                    | 4                    |                      |                      |
| 2010-2011  | HIFK                       | SM-liiga   | 33  | 14               | 19               | 33               | 38               |                  |   |                      |                      |                      |                      |                      |
| Totaux LNH | Totaux LNH                 | Totaux LNH | 157 | 32               | 45               | 77               | 44               |                  |   |                      |                      |                      |                      |                      |

### En équipe nationale
| Année | Compétition          |   | PJ | B | A | Pts | Pun | +/-                |  | Résultat |
| 2004  | Championnat du monde | 6 | 1  | 0 | 1 | 2   | 0   | Médaille de bronze |  |          |